# 金屋村 (新潟県)
金屋村（かなやむら）は、かつて新潟県岩船郡にあった村。

## 沿革
- 1889年（明治22年）4月1日 - 町村制施行に伴い岩船郡金屋村、鳥屋村、荒川縁新田、荒屋村、中倉村が合併し、金屋村が発足。
- 1901年（明治34年）11月1日 - 岩船郡南保内村、海老江村、大津村と合併し、金屋村を新設。
- 1954年（昭和29年）12月1日 - 岩船郡保内村と合併し、荒川町となり消滅。

## 経済
農業
『大日本篤農家名鑑』によれば金屋村の篤農家は、「板垣半次郎、須貝九八郎、丸岡寛平、佐藤眞一郎、佐藤伊平」などである。

## 交通

### 鉄道路線
なし（旧村域南端の乙村・黒川村・保内村の境界が入り組んでいる地域に日本国有鉄道 羽越本線が通過しているが、現在に至るまで駅は未設置。）

## 出身・ゆかりのある人物
- 小川平吉（新潟県多額納税者、農業）[2]

1893年出生。村上中学を卒業し農業を営む。